# Adrian Cosma
Adrian Cosma   (Bucarest, 5 de juny de 1950 - 1996) fou un jugador d'handbol romanès, que va competir durant les dècades de 1970 i 1980.
Va participar, als 22 anys, en els Jocs Olímpics d'Estiu de 1972 realitzats a Múnic (Alemanya Occidental), on va aconseguir guanyar la medalla de bronze en la competició olímpica masculina al derrotar la selecció romanesa la selecció de l'Alemanya Democràtica en el partit pel tercer lloc. En els Jocs Olímpics d'Estiu de 1976 realitzats a Mont-real (Canadà) aconseguí guanyar la medalla de plata en perdre la final davant la selecció soviètica, un metall que es transformà en bronze en els Jocs Olímpics d'Estiu de 1980 realitzats a Moscou (Unió Soviètica), en guanyar el partit pel tercer lloc contra la selecció hongaresa. Amb la selecció nacional jugà 130 partits en què va marcar 250 gols.
Al llarg de la seva carrera ha guanyat una medalla d'or en el Campionat Mundial d'Handbol de 1974.